# Ше (река)
Ше (фр. Chée) је река у Француској. Дуга је 65 km. Улива се у Со. 